# Norman B. Spector
Norman B. Spector (* 1921; † 1986 in Evanston) war ein US-amerikanischer Romanist und Mediävist.

## Leben und Werk
Spector wurde an der University of Pennsylvania promoviert. Er lehrte ab 1952 Französisch und Italienisch an der Northwestern University, an der University of Chicago, an der Yale University und am Oberlin College. 1968 gründete er an der Northwestern University das Department für Französisch und Italienisch, das er bis 1978 leitete.

## Werke
- (Herausgeber) Odet de Turnèbe: Les Contens. Nizet, Paris 1961.
- (Übersetzer) Ottaviano dei Petrucci: Canti B numero cinquanta. Venedig 1502, hrsg. von  Helen Margaret Hewitt (1900–1977). University of Chicago Press, Chicago 1967.
- (Übersetzer) The Romance of Tristan and Isolt. Northwestern University Press, Evanston 1973, 1987 (Vorwort von Eugène Vinaver).
- (Herausgeber und Übersetzer) The complete fables of Jean de la Fontaine. Northwestern University Press, Evanston 1988 (in gereimten Versen).